# Refrain

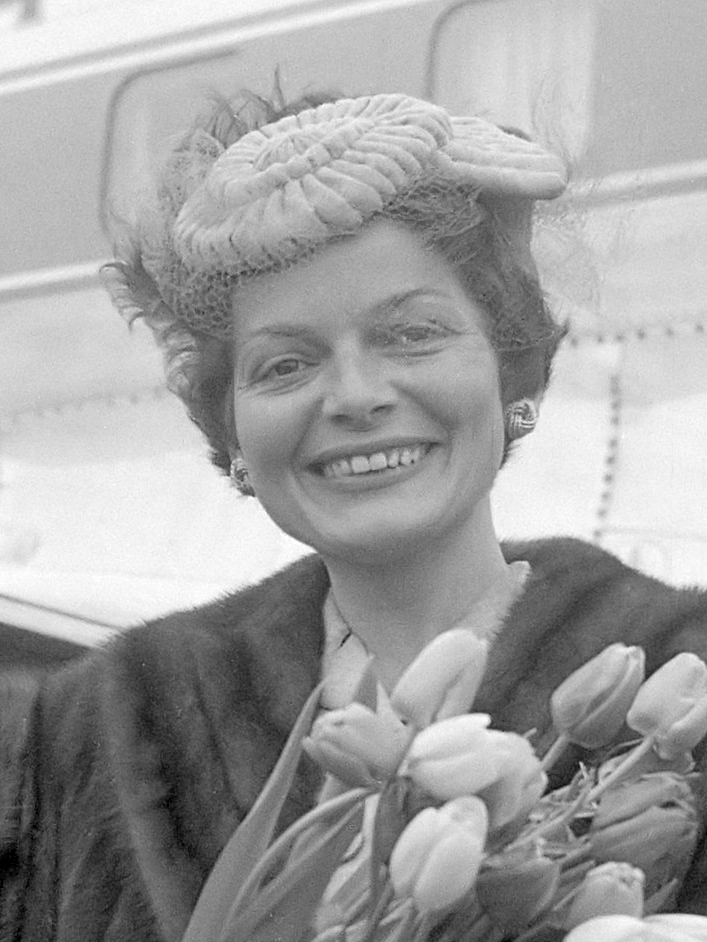
Lys Assis, intérprete de Refrain

"Refrain" (em português "Refrão") foi a canção vencedora do Festival Eurovisão da Canção 1956, escrita por Émile Gardaz e Géo Voumard, interpretada por Lys Assia representando a Suíça, tendo sido a segunda canção helvética da noite, depois de Das alte Karussell, também cantada por Lys Assia.
A canção retrata o clássico tema dos  amores na adolescência.
Foi a 9ª canção a ser apresentada na noite do Festival (depois de Corry Brokken representar a Holanda com "Voorgoed voorbij" e antes de Mony Marc representar a Bélgica com Le plus beau jour de ma vie. Foi a vencedora do Festival, mas seus ponto nunca foram revelados, sendo a primeira vencedora do Festival Eurovisão da Canção
A canção que a sucedeu como representante Suíça no Festival de 1957 foi "L'enfant que j'étais interpretada também por Assia.

## Outras versões
A cantora também lançou versões em alemão e em inglês
- "Refrain, du goldner Traum aus meiner Jugendzeit" (alemão)
- "last night" (inglês)